# Борячук Олександр Васильович
Олександр Васильович Борячук (нар. 25 квітня 1991, Вінниця, УРСР) — український футболіст та футзаліст, лівий захисник вінницької «Ниви».

## Життєпис
Народився у Вінниці. Вихованець місцевої «Ниви», у футболці якої з 2004 по 2008 рік виступав у ДЮФЛУ. Дорослу футбольну кар'єру розпочав 2009 року в тульчинському «Патріоті», який виступав у чемпіонаті Вінницької області. На початку липня 2011 року підписав свій перший професійний контракт, з «УкрАгроКомом». У футболці головківського клубу дебютував 16 липня 2011 року в переможному (2:1) домашньому поєдинку 1-го попереднього раунду кубку України проти краматорського «Авангарду». Олександр вийшов на поле в стартовому складі та відіграв увесь матч. У Другій лізі України дебютував 23 липня 2011 року в переможному (3:0) домашньому поєдинку 1-го туру групи «А» проти хмельницького «Динамо». Борячук вийшов на поле в стартовому складі та відіграв увесь матч, а на 67-й хвилині отримав жовту картку. Першим голом у професійному футболі відзначився 13 серпня 2011 року на 3-й хвилині переможного (5:1) домашнього поєдинку 4-го туру групи «А» Другої ліги України проти плисківської «Єдності». Олександр вийшов на поле в стартовому складі та відіграв увесь матч, а на 51-й хвилині отримав жовту картку. У першій половині сезону 2011/12 років зіграв 15 матчів (2 голи) у Другій лізі України та 2 поєдинки у кубку України. Наприкінці грудня 2011 року вільним агентом залишив «УкрАгроКом». З 2012 по 2016 рік виступав за «Вінницю», «Патріот» (Тульчин), «Шляховик» (Погребище) та «Факел» (Липовець) в чемпіонаті Вінницької області та аматорському чемпіонаті України.
На початку березня 2016 року повернувся до «Ниви», яка на той час грала в чемпіонаті Вінницької області та аматорському чемпіонаті України. У середині липня 2016 року потрапив до заявки команди на чемпіонат України. На професійному рівні дебютував за вінницький клуб 20 липня 2016 року в переможному (3:1) домашнього поєдинку 1-го попереднього раунду кубку України проти хмельницького «Поділля». Борячук вийшов на поле в стартовому складі та відіграв увесь матч, а на 30-й хвилині отримав жовту картку. У Другій лізі України дебютував 24 липня 2016 року в нічийному (2:2) домашньому поєдинку 1-го туру проти новокаховської «Енергії». Олександр вийшов на поле в стартовому складі та відіграв увесь матч. Єдиним голом за «Ниву» відзначився 21 травня 2017 року на 29-й хвилині нічийного (1:1) домашнього поєдинку 32-го туру Другої ліги України проти білоцерківського «Арсеналу». Борячук вийшов на поле в стартовому складі, а на 49-й хвилині отримав жовту картку. У команді виступав до завершення 2017-го календарного року, за цей час у Другій лізі зіграв 35 матчів (1 гол), ще 5 поєдинків провів у кубку України.
17 січня 2018 року підписав контракт з «Агробізнесом». У футболці волочиського клубу дебютував 6 квітня 2018 року в переможному (4:0) виїзному поєдинку 21-го туру групи «А» Другої ліги України проти хмельницького «Поділля». Олександр вийшов на поле в стартовому складі та відіграв увесь матч. Проте через травму зіграв лише 2 поєдинки за «Агробізнес». На початку липня 2018 року відправився на перегляд до «Зірки», але кропивницькому клубу не підійшов. Тим не менше 11 липня 2018 року залишив волочиський клуб. З 2018 по 2020 рік знову грав на аматорському рівні, захищав кольори «Факела» (Липовець), «Томашполя», «Світанка-Агросвіта» та «Орлівки» в Чемпіонаті Вінницької області та аматорському чемпіонаті України.
Наприкінці серпня 2020 року повернувся до «Ниви». У футболці вінницького клубу дебютував 6 вересня 2020 року в програному (1:3) виїзному поєдинку 1-го туру групи «А» Другої ліги України проти луцької «Волині-2». Борячук вийшов у стартовому складі та відіграв увесь матч. Першим голом за «Ниву» відзначився 3 квітня 2021 року на 85-й хвилині переможного (2:1) виїзного поєдинку 15-го туру групи «А» Другої ліги України проти київської «Оболоні-2». Олександр вийшов на поле в стартовому складі та відіграв увесь матч, а на 15-й хвилині отримав жовту карту. На початку листопада 2021 року залишив вінницький клуб, після чого перебував без клубу. Наприкінці серпня 2021 року підписав з «Нивою» новий контракт.
З 2015 по 2023 рік виступав у чемпіонаті Вінницької області з футзалу за «Блік» та «Енергетик» з обласного центру.

## Особисте життя
Молодший брат, Андрій Борячук, також професійний футболіст, виступає за харківський «Металіст 1925».